# 인포뱅크
인포뱅크 주식회사(InfoBank)는 대한민국의 소프트웨어 기업이다. 본사는 경기도 성남시 분당구 대왕판교로 660 유스페이스1 A동 12층에 위치해 있다.

## 역사
1995년에 설립되었으며, 2006년 7월 4일 공모가를 4,600원으로 코스닥 시장에 상장하였다.